# فدراسیون جهانی تنیس روی میز
فدراسیون جهانی تنیس روی میز (انگلیسی: International Table Tennis Federation) نهاد اداره‌کننده مسابقات تنیس روی میز در سطح جهان است.
این سازمان در سال ۱۹۲۶ تأسیس شده و مقر آن لوزان، سوئیس است.